# Jan Massys
Jan Matsys (også: Massys, Metsys eller Matsijs) (født ca. 1509 i Antwerpen, død 8. oktober 1575 i Antwerpen), var en flamsk manieristisk kunstmaler.
Matsys var søn og sandsynligvis elev af Quentin Matsys. Efter faderens død i 1530 fortsatte han dennes atelier og blev i 1532 medlem af Sankt Lukasgildet. Han malede i en periode i Fontainebleau i Frankrig. I 1536 var han tilbage i Antwerpen og tog her Frans van Tuylt som lærling.
I 1538 giftede han sig med Anna van Tuylt. I 1543 tog han en anden lærling, Frans de Witte. I 1544 blev han tvunget i landflygtighed på grund af inkvisitionens anklager om kætteri. Han var i Genova i 1550, hvor han søgte tilflugt hos admiral og doge Andrea Doria. I seks år var han hofmaler hos ham. Matsys mest berømte værk, Lot og hans døtre (ca. 1556), er fra denne periode. Det er udstillet på Musée Municipal, Cognac i Frankrig.
I 1585 var han tilbage i Antwerpen, hvor han forblev indtil sin død i 1575.

## Familie
I 1538 giftede han sig med Anna van Tuylt, som fødte ham fem børn, fire døtre og en søn. Sønnen hed Quentin Massys den yngre og blev også en kendt maler.

## Udvalgte værker
- Skt. Jerome , 1537, Wien,
- Flora , 1559, Hamburg,
- Venus Cythereia , 1561, Stockholm,
- Bathsheba ses af kong David, 1562, Louvre, Pairs
- Lot og hans døtre , 1565, Bruxelles,
- Susanna og de ældre , 1567, Bruxelles,
- Judith , før 1575, Antwerpen.

- Lot og hans døtre, 1556
- Flora, 1559
- Portræt af Andrea Doria, 1555
- Bathsheba ses af kong David, 16. århundrede